# Гальденванг
Гальденванг (нім. Haldenwang) — громада в Німеччині, знаходиться в землі Баварія. Підпорядковується адміністративному округу Швабія. Входить до складу району Гюнцбург. Центр об'єднання громад Гальденванг.
Площа — 17,98 км2. Населення становить 2033 ос. (станом на 31 грудня 2020).